# Wilhelm Daniel Joseph Koch
Wilhelm Daniel Joseph Koch (Kusel, 5 de marzo de 1771 - Erlangen, 14 de noviembre de 1849) fue un médico, botánico, briólogo, pteridólogo y algólogo alemán.
Estudió Medicina en la Universidad de Jena y en Marburgo. En 1824 fue profesor de Botánica y de Medicina en la Universidad de Erlangen; donde permaneció hasta su muerte, y fue director de su jardín botánico.
Publicó de 1835 a 1837 Synopsis florae germanicae et helveticae. Otra destacada publicación fue su Catalogus plantarum flora Palatinae (Catálogo de la Flora del Palatinado), en 1814.

## Otras publicaciones
- (latín) De Salicibus Europaeis commentatio, 1828. Google libros
- (latín) Synopsis florae germanicae et helveticae, 1837. Biblioteca Biodiversity Heritage
- (alemán) Taschenbuch der deutschen und Schweizer Flora: Enth. d. genauer bekannten, 1856. Google libros

## Honores
- 1833, elegido miembro extranjero de la Real Academia de las Ciencias de Suecia

## Eponimia
- (Chenopodiaceae) Kochia Roth[2]
- La abreviatura «W.D.J.Koch» se emplea para indicar a Wilhelm Daniel Joseph Koch como autoridad en la descripción y clasificación científica de los vegetales.[3]